# Het Limburgs Landschap

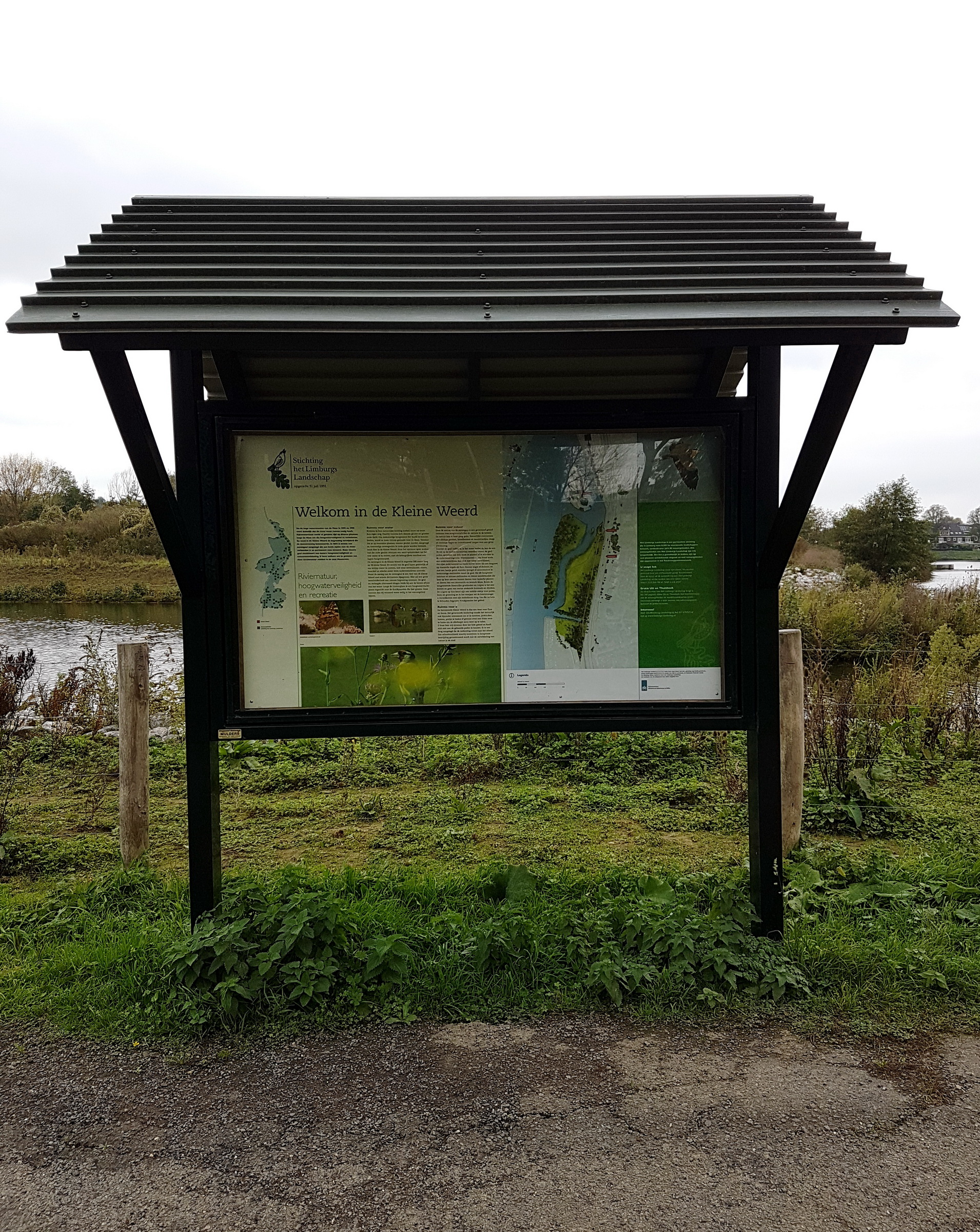
Informatiebord Het Limburgs Landschap bij toegang Kleine Weerd (Maastricht)

Stichting Het Limburgs Landschap, opgericht in 1931, is een van de twaalf Provinciale Landschappen in Nederland en is aangesloten bij de overkoepelende stichting LandschappenNL. Deze particuliere natuurbeschermingsorganisatie beheert ongeveer 70 waardevolle natuurgebieden in de provincie Limburg met de daarbij horende monumenten, zoals kastelen, boerderijen, (water)molens en archeologische vindplaatsen.
Stichting Het Limburgs Landschap houdt zich naast het beschermen van natuur en landschap in Limburg ook bezig met voorlichtingsactiviteiten. Zo worden er rondleidingen georganiseerd, boeken en een tijdschrift uitgegeven en wandelroutes uitgezet en beheerd. De stichting draagt zorg voor een groot aantal landschappelijk verschillende terreinen met een gezamenlijk oppervlak van zo'n 9000 hectare natuurgebied verdeeld over ongeveer 80 gevarieerde natuurgebieden. Alle terreinen zijn toegankelijk voor het publiek.
De stichting wordt gesteund door donateurs ('Beschermers') van Het Limburgs Landschap, de Stichting Robur, bedrijven voor Het Limburgs Landschap, fondsen, overheden en de Nationale Postcode Loterij. Het hoofdkantoor is gevestigd in de Boerderij Kloosterhof op het Landgoed Arcen.

## Natuurgebieden in beheer van Het Limburgs Landschap
- Aalsbeek
- Aan de Bergen
- Aerwinkel – Voorsterveld
- Akkerreservaat Sibbe
- Anstelvallei
- Beesels Broek
- Bemelerberg
- Berger Heide - Meertensgroeve
- Boshuizerbergen
- Bosserheide
- Bulkemsbroek
- Cannerbos en NAVO-hoofdkwartier
- Cottessen
- Curfsgroeve
- De Dellen
- De Maascorridor
- Dorperheide
- Dubbroek
- Eckeltse Bergen
- Eijsder Beemden
- Eyserbos – Trintelen
- Gennepse Hei
- Groeve 't Rooth
- Groeve Blom
- Groote Heide
- Haelens beekdal – Landgoed Exaten
- Haelens Broek
- Hamsterakkers Amby
- Het Sweeltje
- Heukelomse Beek
- Holset – Harles – Lemiers
- In den Horsten
- Ingendael
- Jammerdal
- Julianagroeve en Schiepersberg
- Kaldenbroek – Siebersbeek
- Kasteel Arcen en Kasteeltuinen Arcen
- Kasteelpark Elsloo
- Kievitsloop
- Kleine Weerd
- Klingeleberg
- Landgoed Arcen
- Landgoed Beijlshof
- Landgoed de Hamert
- Kasteel Goedenraad
- Landgoed Rozendaal
- Langhout
- Limbrichterbos
- Linnerheide – Mortelshof
- Linnerweerd
- Maasplassen
- Mariënwaard
- Marissen
- Meerssenerbroek
- Mescher Plukbos
- Molenberg
- Navagne
- Neerbeekdal
- Ophovense Zandberg
- Pietersplas
- Ravenvennen
- Reigersbroek
- Rode Hoek
- Roeventerpeel/ Einderbeek
- Sarsven en De Banen
- Schelkensbeek
- Turfkoelen
- Tuspeel
- Vreewater
- Weerterbos
- Zwart water